# Pampusfjärden

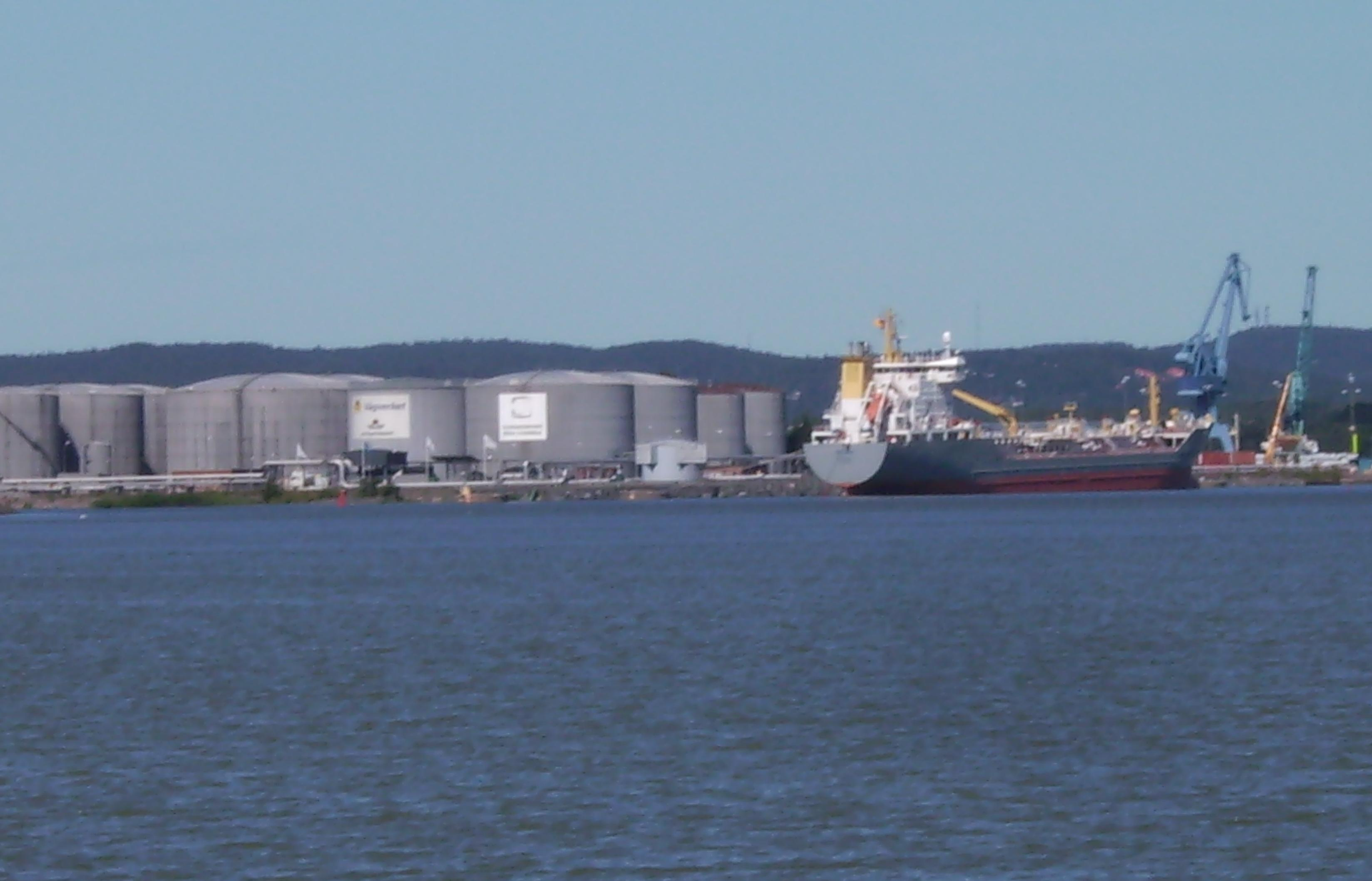
Pampus oljehamn i Norrköping

Pampusfjärden är en havsvik nordöst om Norrköping i Östergötlands län. Motala ström mynnar ut i Pampusfjärden som utgör en västlig del av Bråviken.